# 王煊
王煊（1913年6月—2013年5月19日），湖北省麻城市人，中国人民解放军将领。
早年参加中国工农红军，参加长征、百团大战、辽沈战役等，荣获三级八一勋章、二级独立自由勋章、二级解放勋章。后担任江西省井冈山军分区副政治委员、吉安军分区政治委员等职。2013年5月19日在南昌逝世，享年100岁。